# فهرست فرودگاه‌ها بر پایه کد ایکائو: O
فهرست فرودگاه‌ها بر پایه کد فرودگاهی ایکائو: A - B - C - D - E - F - G - H - I - J - K - L - M - N - O - P - Q - R - S - T - U - V - W - X - Y - Z
ببینید: فهرست فرودگاه‌ها بر پایه کد یاتا
نحوهٔ چینش اطلاعات:
- ایکائو؛ (یاتا)؛ نام فرودگاه؛ مکان فرودگاه

## OA -افغانستان
همچنین رده و فهرست را ببینید.
- OABN (BIN) فرودگاه بامیان بامیان
- OABT (BST) فرودگاه بوست لشکرگاه
- OACC (CCN) فرودگاه چغچران چغچران
- OADZ (DAZ) فرودگاه درواز ولسوالی درواز پایین
- OAFR (FAH) فرودگاه فراه فراه
- OAFZ (FBD) فرودگاه فیض‌آباد فیض‌آباد (افغانستان)
- OAHN (KWH) فرودگاه خواهان شهر خواهان
- OAHR (HEA) میدان هوایی بین‌المللی هرات هرات
- OAIX (OAI) میدان هوایی بگرام بگرام چاریکار
- OAJL (JAA) فرودگاه جلال‌آباد جلال‌آباد (افغانستان)
- OAKB (KBL) میدان هوایی بین‌المللی کابل کابل
- OAKN (KDH) میدان هوایی بین‌المللی قندهار قندهار
- OAKS (KHT) فرودگاه صحرایی خوست خوست
- OAMN (MMZ) فرودگاه میمنه میمنه
- OAMS (MZR) میدان هوایی مزار شریف مزار شریف
- OAQN (LQN) فرودگاه قلعه نو، افغانستان قلعه نو (افغانستان)
- OASN (SGA) فرودگاه شغنان ولسوالی شغنان
- OATN (TII) فرودگاه ترین‌کوت ترین‌کوت
- OATQ (TQN) فرودگاه تالقان تالقان
- OAUZ (UND) فرودگاه کندوز کندوز
- OAZI کمپ بسشن ولایت هلمند لشکرگاه
- OAZJ (ZAJ) فرودگاه زرنج زرنج

## OB -بحرین
همچنین رده و فهرست را ببینید.
- OBBI (BAH) فرودگاه بین‌المللی بحرین منامه
- OBBS پایگاه هوایی شیخ عیسی

## OE -عربستان سعودی
همچنین رده و فهرست را ببینید.
- OEAA فرودگاه ابوعلی الجبیل
- OEAB (AHB) فرودگاه منطقه‌ای ابها ابها
- OEAH (HOF) فرودگاه داخلی الاحصا هفوف
- OEBA (ABT) فرودگاه داخلی الباحه الباحه
- OEBH (BHH) فرودگاه داخلی بیشه بیشه
- OEBQ فرودگاه بقیق بقیق
- OEDF (DMM) فرودگاه بین‌المللی ملک فهد دمام
- OEDR (DHA) فرودگاه بین‌المللی ظهران (formerly فرودگاه بین‌المللی ظهران) ظهران
- OEDW فرودگاه داخلی دوادمی الدوادمی
- OEGN (GIZ) فرودگاه منطقه‌ای جیزان جیزان (also known as جیزان or استان جیزان)
- OEGS (ELQ) فرودگاه محلی قصیم استان قصیم (also known as استان قصیم or استان قصیم)
- OEGT (URY) فرودگاه گوریات دومستیک القریات (عربستان) (also known as Guriat)
- OEHL (HAS) فرودگاه منطقه‌ای هائیل حائل
- OEHR فرودگاه حرض حرض
- OEJB فرودگاه الجبیل الجبیل
- OEJN (JED) فرودگاه بین‌المللی ملک عبدالعزیز جده
- OEKK (HBT) فرودگاه محلی حفر الباطن (KKMC) - limited civilian flights KKMC
- OEKM (KMX) King Khalid Airbase (KKMC) - نیروی هوایی سلطنتی سعودی KKMC
- OEMA (MED) فرودگاه شاهزاده محمد بن عبدالعزیز مدینه
- OENG (EAM) فرودگاه محلی نجران نجران (also known as نجران)
- OEPA (AQI) فرودگاه محلی قیصومه القیصومة (also known as القیصومة)
- OERF (RAH) فرودگاه داخلی رفحا رفحاء
- OERK (RUH) فرودگاه بین‌المللی ملک خالد ریاض
- OERM فرودگاه راس المشاب Ras Al-Mishab
- OERR (RAE) Arar Domestic Airport عرعر (also known as عرعر)
- OERT فرودگاه راس تنورا راس تنوره
- OERY (XXN) پایگاه هوایی ریاض ریاض
- OESB فرودگاه شیبه شیبة
- OESH (ESH) فرودگاه بومی شروره شروره (also known as Sharorah)
- OESK (AJF) فرودگاه داخلی الجوف جوف (also known as جوف)
- OETB (TUU) فرودگاه محلی تبوک تبوک (قله کوه)
- OETF (TIF) فرودگاه محلی طائف طائف
- OETH فرودگاه ثمامه Ath Thumamah
- OETN فرودگاه تناجیب Tanajib
- OETR (TUI) فرودگاه محلی طریف طریف
- OEUD فرودگاه عضیلیه Udhayliyah
- OEWD (EWD) فرودگاه محلی وادی الدواسر وادی الدواسر
- OEWJ (EJH) فرودگاه داخلی الوجه وجه (also known as وجه)
- OEYN (YNB) فرودگاه ینبع ینبع (also known as ینبع)

## OI -ایران
همچنین رده و فهرست را ببینید.
- OIAA (ABD) فرودگاه آبادان آبادان
- OIAD (DEF) فرودگاه دزفول دزفول
- OIAJ (OMI) پایگاه هوایی امیدیه امیدیه
- OIAM (MRX) فرودگاه ماهشهر بندر ماهشهر
- OIAW (AWZ) فرودگاه بین‌المللی شهید سلیمانی اهواز اهواز
- OIBB (BUZ) فرودگاه بوشهر بندر بوشهر
- OIBI (YEH) – فرودگاه عسلویه – بندر عسلویه
- OIBK (KIH) فرودگاه بین‌المللی کیش کیش
- OIBL (BDH) فرودگاه بندر لنگه بندر لنگه
- OIIP (PYA) فرودگاه  بین المللی پیام
- OIBP – فرودگاه خلیج فارس – خلیج فارس
- OIBQ (KHK) فرودگاه خارک جزیره خارگ
- OIBS (SXI) فرودگاه جزیره سیری جزیره سیری
- OIBV (LVP) فرودگاه لاوان جزیره لاوان
- OICC (KSH) فرودگاه شهید اشرفی کرمانشاه کرمانشاه
- OIFK (KSN) فرودگاه کاشان کاشان
- OICI (IIL) – فرودگاه ایلام – ایلام
- OICK (KHD) فرودگاه خرم‌آباد خرم‌آباد
- OICS (SDG) فرودگاه بین‌المللی سنندج سنندج
- OIFM (IFN) فرودگاه بین‌المللی شهید بهشتی اصفهان اصفهان
- OIFS (CQD) – فرودگاه شهدای شهرکرد، شهرکرد
- OIGG (RAS) فرودگاه بین‌المللی سردار جنگل رشت رشت
- OIHH (HDM) فرودگاه همدان همدان
- OIHS پایگاه هوایی شهید نوژه (پایگاه هوایی شاهرخی) همدان
- OIID پایگاه هوایی دوشان‌تپه تهران
- OIIE (IKA) فرودگاه بین‌المللی امام خمینی تهران
- OIII (THR) فرودگاه بین‌المللی مهرآباد تهران
- OIKB (BND) فرودگاه بین‌المللی بندرعباس بندرعباس
- OIKJ (JYR) – فرودگاه جیرفت – جیرفت
- OIKK (KER) فرودگاه بین المللی کرمان کرمان
- OIKM (BXR) فرودگاه بم بم
- OIKQ (GSM) – فرودگاه دیرستان – جزیره قشم
- OIKR (RJN) فرودگاه رفسنجان رفسنجان
- OIKY (SYJ) فرودگاه سیرجان سیرجان
- OIMB (XBJ) فرودگاه بیرجند بیرجند
- OIMC (CKT) فرودگاه سرخس سرخس
- OIMM (MHD) فرودگاه بین‌المللی مشهد (فرودگاه شهید هاشمی‌نژاد) مشهد
- OIMN (BJB) فرودگاه بجنورد بجنورد
- OIMS (AFZ) – فرودگاه سبزوار – سبزوار
- OIMT (TCX) فرودگاه طبس طبس
- OING (GBT) – فرودگاه گرگان – گرگان
- OINJ (BSM) – پایگاه هوایی بیشه‌کلاه – آمل
- OINN (NSH) – فرودگاه نوشهر – نوشهر
- OINR (RZR) فرودگاه رامسر رامسر
- OINZ (SRY) فرودگاه دشت ناز ساری ساری
- OISA فرودگاه آباده آباده
- OISJ فرودگاه جهرم جهرم
- OISL (LRR) – فرودگاه لارستان – لار
- OISR (LFM) – فرودگاه لامرد – لامرد
- OISS (SYZ) فرودگاه بین‌المللی شهید دستغیب شیراز شیراز
- OISY (YES) – فرودگاه یاسوج – یاسوج
- OITK (KHY) – فرودگاه خوی – خوی
- OITL (ADU) فرودگاه اردبیل اردبیل
- OITP (PFQ) – فرودگاه پارس‌آباد مغان – پارس‌آباد
- OITR (OMH) – فرودگاه ارومیه – ارومیه
- OITT (TBZ) فرودگاه بین‌المللی شهید مدنی تبریز تبریز
- OIYY (AZD) فرودگاه شهید صدوقی یزد یزد
- OIZB (ACZ) فرودگاه زابل زابل
- OIZC (ZBR) فرودگاه کنارک چابهار
- OIZH (ZAH) فرودگاه بین‌المللی زاهدان زاهدان

## OJ -اردن
همچنین رده و فهرست را ببینید.
- OJAI (AMM) فرودگاه بین‌المللی کویین آلیا امان
- OJAM (ADJ) فرودگاه کشوری عمان امان
- OJAQ (AQJ) فرودگاه بین‌المللی ملک حسین عقبه
- OJJR (JRS) فرودگاه اتاروت, under Jordan from 1948 till 1967 کرانه باختری رود اردن

## OK -کویت
همچنین رده و فهرست را ببینید.
- OKAJ پایگاه هوایی احمد ال‌جابر
- OKAS پایگاه هوایی علی السالم
- OKBK (KWI) فرودگاه بین‌المللی کویت Al-Maqwa, near کویت

## OL -لبنان
همچنین رده و فهرست را ببینید.
- OLBA (BEY) پایگاه هوای یبیروت/فرودگاه بین‌المللی رفیق حریری بیروت (Beirut International) بیروت
- OLKA (KYE) پایگاه هوایی رنه مواواد Kleyate
- OLRA پایگاه هوایی ریاق ریاق، لبنان

## OM -امارات متحده عربی
همچنین رده و فهرست را ببینید.
- OMAA (AUH) فرودگاه بین‌المللی ابوظبی ابوظبی
- OMAD (AZI) Bateen Airport ابوظبی
- OMAL (AAN) فرودگاه بین‌المللی العین العین
- OMAM (DHF) پایگاه هوایی الظفره Muqatra
- OMDB (DXB) فرودگاه بین‌المللی دبی دبی، امارات
- OMFJ (FJR) فرودگاه بین‌المللی فجیره فجیره
- OMRK (RKT) فرودگاه بین‌المللی راس الخیمه رأس‌الخیمه
- OMSJ (SHJ) فرودگاه بین‌المللی شارجه Sharjah

OMDW (DWC) (Dubai World Central)

## OO -عمان
همچنین رده و فهرست را ببینید.
- OOKB (KHS) فرودگاه خصب خصب
- OOMA (MSH) پایگاه هوایی مصیره مصیرة
- OOMS (MCT) فرودگاه بین‌المللی مسقط مسقط
- OONR (OMM) Marmul Airport ولسوالی مارمل
- OOSA (SLL) فرودگاه صلاله صلاله
- OOTH (TTH) پایگاه هوایی ثمریت ثمریت

## OP -پاکستان
همچنین رده و فهرست را ببینید.
- OPAB (AAW) فرودگاه ابیت‌آباد ایبت‌آباد
- OPBN (BNP) فرودگاه بانو Bannu
- OPBW (BHV) فرودگاه بهاولپور بهاولپور، پاکستان
- OPCH (CJL) فرودگاه چیترال چیترال
- OPCL (CHB) فرودگاه چلاس چلاس
- OPDB (DBA) فرودگاه دالباندین Dalbandin
- OPDG (DEA) فرودگاه بین‌المللی دیرا گازی کان دیره غازی‌خان، پاکستان
- OPDI (DSK) فرودگاه دیره اسماعیل‌خان دیره اسماعیل‌خان، پاکستان
- OPFA (LYP) فرودگاه بین‌المللی فیصل‌آباد فیصل‌آباد
- OPGD (GWD) فرودگاه بین‌المللی گوادار گوادر
- OPGT (GIL) فرودگاه گلگت گلگت
- OPJA (JAG) پایگاه نیروی هوایی پاکستان در شهباز (Jacobabad Air Base) جیکب‌آباد، پاکستان
- OPJI (JIW) فرودگاه جوانی Jiwani
- OPKC (KHI) فرودگاه بین‌المللی جناح کراچی
- OPKD (HDD) Hyderabad Airport حیدرآباد (پاکستان)
- OPKH (KDD) فرودگاه خضدار خضدار، پاکستان
- OPKT (OHT) پایگاه نیروی هوایی پاکستان در کوهات کوهات
- OPLA (LHE) فرودگاه بین‌المللی اقبال لاهوری لاهور
- OPLH فرودگاه والتون لاهور
- OPMA (XJM) فرودگاه منگلا Mangla
- OPMF (MFG) فرودگاه مظفرآباد مظفرآباد
- OPMI (MWD) پایگاه نیروی هوایی پاکستان در میان‌والی Mianwali
- OPMJ (MJD) فرودگاه موهن‌جو دارو موهن‌جو دارو
- OPMP (MPD) فرودگاه سیندهری Sindhri Tharparkar
- OPMR پایگاه نیروی هوایی پاکستان در مسرور (Karachi Air Base) کراچی
- OPMS (MNS) پایگاه نیروی هوایی پاکستان در مینهاس (Kamra Air Base) Kamra
- OPMT (MUX) فرودگاه بین‌المللی مولتان مولتان
- OPNH (WNS) فرودگاه ناوابشاه نوابشاه، پاکستان
- OPOR (ORW) فرودگاه اورمارا اورماره
- OPPC (PAJ) فرودگاه پاراچنار پاراچنار
- OPPG (PJG) فرودگاه پنجگور پنجگور
- OPPI (PSI) فرودگاه پاستی Pasni City
- OPPS (PEW) فرودگاه بین‌المللی باچا خان پیشاور
- OPQS پایگاه هوایی نظامی دامیال راولپندی
- OPQT (UET) فرودگاه بین‌المللی کویته کویته
- OPRK (RYK) فرودگاه بین‌المللی شیخ زاید (رحیم‌یارخان) رحیم‌یارخان، پاکستان
- OPRN (ISB) فرودگاه بین‌المللی بینظیر بوتو / پایگاه نیروی هوایی پاکستان در چاکلالا اسلام‌آباد
- OPRQ پایگاه نیروی هوایی پاکستان در ریفیکوئی (Shorkot Air Base) Shorkot
- OPRT (RAZ) فرودگاه راوالکوت Rawalakot
- OPSW (RZS) فرودگاه سون Sawan Gas Field
- OPSB (SBQ) فرودگاه سیبی Sibi
- OPSD (KDU) فرودگاه اسکاردو Skardu
- OPSK (SKZ) فرودگاه سکر سکر، پاکستان
- OPSN (SYW) فرودگاه سهواً شریف Sehwan Sharif
- OPSR (SGI) پایگاه نیروی هوایی پاکستان در موشاف (Sargodha Air Base) سرگودها
- OPSS (SDT) فرودگاه سیدو شریف سیدو شریف
- OPST (SKT) فرودگاه بین‌المللی سیالکوت سیالکوت، پاکستان
- OPSU (SUL) فرودگاه سویی Sui
- OPSX (SWN) Sahiwal Airport ساهیوال، پاکستان
- OPTA (TLB) فرودگاه تاربلا دم سد تاربلا
- OPTU (TUK) فرودگاه بین‌المللی تربت Turbat
- OPZB (PZH) فرودگاه ژوب Zhob

## OR -عراق
همچنین رده و فهرست را ببینید.
- ORAA Al Asad Airbase استان انبار
- ORAI Al Iskandariyah Airport
- ORAN An Numaniyah Airport
- ORAT پایگاه هوایی ال-تاکادوم استان انبار
- ORBD Balad Southeast Airport Al Bakr
- ORBI (SDA) فرودگاه بین‌المللی بغداد بغداد (changed from ORBS in 2003)
- ORBM (OSB) فرودگاه بین‌المللی مووسول موصل
- ORBR Bashur Airport واشور
- ORER (EBL) فرودگاه بین‌المللی اربیل اربیل (Hewlêr),
- ORJA Jalibah Southeast Airport Jalibah
- ORKK (KIK) پایگاه هوایی کرکوک کرکوک
- ORMM (BSR) فرودگاه بین‌المللی بصره بصره
- ORQT Qasr Tall Mihl
- ORQW Qayyarah West Airport Qayyarah
- ORSH Al Sahra AAF تکریت
- ORSU فرودگاه بین‌المللی سلیمانیه سلیمانیه (Silêmanî), کردستان عراق
- ORTF Tall Afar AAF تلعفر
- ORTI Al Taji AAF Al Taji
- ORTK فهرست فرودگاه‌های عراق تکریت
- ORTL پایگاه هوایی علی (formerly Tallil Air Base) ناصریه
- ORTS فهرست فرودگاه‌های عراق تکریت
- ORUB Ubaydah Bin Al Jarrah Airport کوت، عراق
- ORUQ Umm Qasr Airport ام‌قصر

## OS -سوریه
همچنین رده و فهرست را ببینید.
- OSAP (ALP) فرودگاه بین‌المللی حلب حلب
- OSDI (DAM) فرودگاه بین‌المللی دمشق دمشق
- OSDZ (DEZ) فرودگاه دیرالزور دیرالزور
- OSKL (KAC) فرودگاه قامشلی قامشلی
- OSLK (LTK) فرودگاه بین‌المللی باسل الاسد لاذقیه
- OSPR (PMS) فرودگاه پالمیرا پالمیرا

## OT -قطر
همچنین رده و فهرست را ببینید.
- OTBD (DOH) فرودگاه بین‌المللی دوحه دوحه
- OTBH پایگاه هوایی العدید دوحه
- OTHH فرودگاه بین‌المللی نیو دوحه دوحه

## OY -یمن
همچنین رده و فهرست را ببینید.
- OYAA (ADE) فرودگاه بین‌المللی عدن عدن
- OYAB (EAB) Abbs Airport Abbs
- OYAT (AXK) Ataq Airport عتاق
- OYBN (BHN) Beihan Airport Beihan
- OYBQ (BUK) Al-Bough Airport Al-Bough
- OYGD (AAY) فرودگاه الغیضه Al-Ghaidah
- OYHD (HOD) فرودگاه بین‌المللی هودیدا حدیده
- OYMB (MYN) Marib Airport مأرب
- OYMK (UKR) Mukeiras Airport Mukeiras
- OYQN (IHN) Qishn Airport Qishn
- OYRN (RIY) فرودگاه ریانپورتر مکلا
- OYSH (SYE) Saadah Airport صعده
- OYSN (SAH) فرودگاه بین‌المللی صنعا صنعا
- OYSQ (SCT) Moori Airport سقطرا
- OYSY (GXF) فرودگاه شهر سیئون سیئون
- OYTZ (TAI) فرودگاه بین‌المللی تعز Taiz